# Obszar zurbanizowany

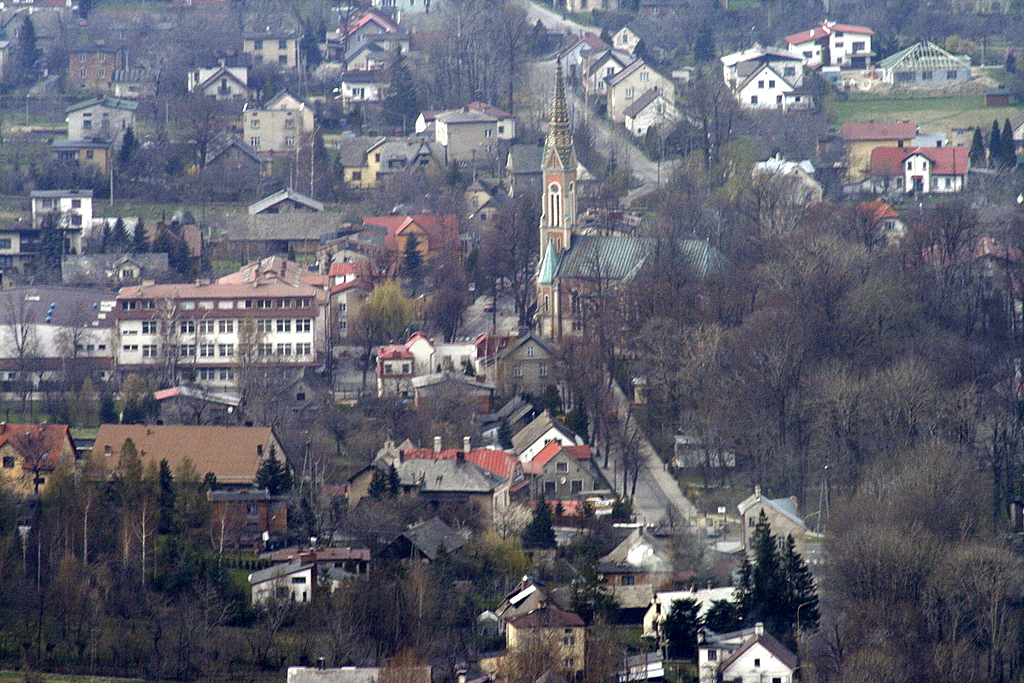
Wieś Kozy w woj. śląskim, granicząca z Bielskiem-Białą

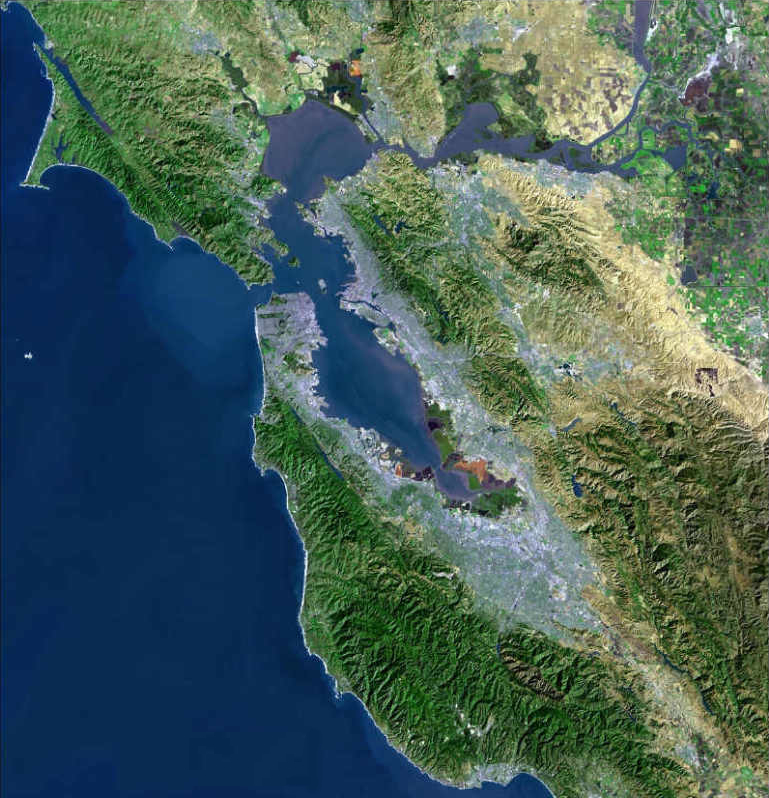
San Francisco Bay Area w Kalifornii, gdzie na zdjęciu szara barwa oznacza obszar zurbanizowany

Obszar zurbanizowany – jednostka morfologiczna o miejskim charakterze zabudowy i infrastruktury, gdzie wyraźne przekształcenia zabudowy i zagospodarowania związane są z pozarolniczą działalnością gospodarczą lub wynikają z przyjęcia miejskiego stylu życia i pracy.
Obszar zurbanizowany jest przeciwstawny do obszaru wiejskiego i oznacza określony stopień urbanizacji na danym terenie.
Wyróżnia się strefy: 0, A, B, C